# 1554
- Wikisource

| Calendário gregoriano                                                        | 1554 MDLIV                                            |
| Ab urbe condita                                                              | 2307                                                  |
| Calendário arménio                                                           | 1003 – 1004                                           |
| Calendário bahá'í                                                            | -290 – -289                                           |
| Calendário budista                                                           | 2098                                                  |
| Calendário chinês                                                            | 4250 – 4251 Início a 2 de fevereiro (aproximadamente) |
| Calendário copta                                                             | 1270 – 1271                                           |
| Calendário etíope                                                            | 1546 – 1547                                           |
| Calendários hindus - Vikram Samvat - Calendário nacional indiano - Cáli Iuga | 1609 – 1610 1475 – 1476 4654 – 4655                   |
| Calendário Holoceno                                                          | 11554                                                 |
| Calendário islâmico                                                          | 961 – 962                                             |
| Calendário judaico                                                           | 5314 – 5315                                           |
| Calendário persa                                                             | 932 – 933                                             |
| Calendário rúnico                                                            | 1804                                                  |
| Calendário solar tailandês                                                   | 2097                                                  |

1554 (MDLIV, na numeração romana) foi um ano comum do século XVI do Calendário Juliano, da Era de Cristo, e a sua letra dominical foi G (52 semanas), teve início numa segunda-feira e terminou também numa segunda-feira.
| Ano completo                         |
| ------------------------------------ |
| Ano comum com início à segunda-feira |

## Eventos
- 25 de Janeiro - Fundação da cidade de São Paulo, no Brasil, por José de Anchieta e Manoel da Nóbrega.
- 25 de Julho - Maria I de Inglaterra casa com Filipe II de Espanha.
- Passagem pela ilha da Madeira de Frei Pedro de Arruda, guardião da comunidade franciscana de São João da Ribeira.
- Naufrágio no mar dos Açores de dois galeões de nacionalidade espanhola da frota de Juan Tello de Guzman.

## Literatura
- Diálogos sobre a conversão dos gentios, de Manoel da Nóbrega (Primeiro livro escrito no Brasil).

## Nascimentos
- 9 de janeiro - Papa Gregório XV, Alessandro Ludovisi, (m. 1623). Papa Gregório XV

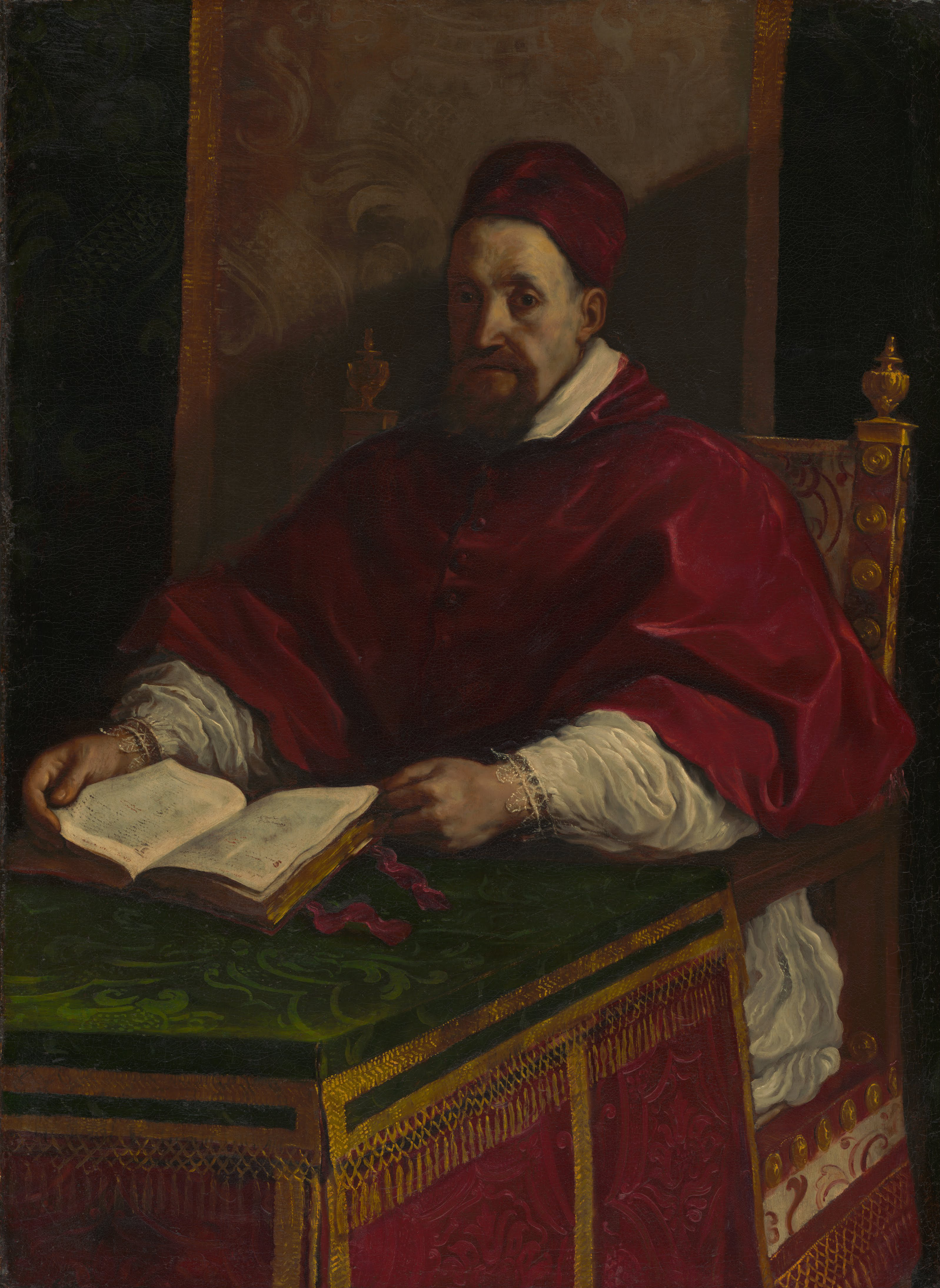
Papa Gregório XV

- 20 de janeiro - Rei D. Sebastião, Rei de Portugal (m. 1578).
- março - Richard Hooker, teólogo anglicano (m. 1600).
- 26 de março - Carlos de Lorena II, Duque de Mayenne, Carlos de Guise, líder militar francês (m. 1611)
- 5 de junho - Benedetto Giustiniani, Bispo de Sabina e cardeal italiano (m. 1621).
- 5 de julho - Elisabete da Áustria, Elisabeth von Österreich, Elizabeth d'Autriche, rainha consorte da França, filha do Imperador Maximiliano II da Áustria (1527-1576) (m. 1592)
- 21 de setembro - Paolo Emilio Zacchia, Bispo de Montefiascone e Corneto e cardeal italiano (m. 1605).
- 20 de outubro - Bálint Balassi, Valentín Balaša, poeta húngaro (m. 1594).
- 30 de novembro - Philip Sidney, cortesão, diplomata e poeta inglês (m. 1586).
- 17 de dezembro - Ernesto da Baviera, príncipe-eleitor e arcebispo de Colônia (m. 1612).

Datas Desconhecidas
- Girolamo Dandini, jesuíta e teólogo italiano (m. 1634).
- James Lancaster, comerciante e navegador inglês (m. 1618).
- Marietta Robusti, pintora italiana, filha do pintor Tintoretto (1518-1594) (m. 1590).
- Paul Brill, pintor e gravador flamengo (m. 1626).
- Walter Raleigh, erudito, poeta e explorador inglês (m. 1618).

## Mortes
- 2 de janeiro - João Manuel, Príncipe de Portugal (n. 1537). D. João Manuel 
(1537-1554)

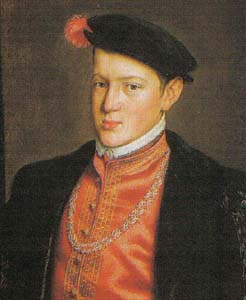
D. João Manuel
(1537-1554)

- 16 de janeiro - Ambrosius Moibanus, teólogo luterano e reformador alemão (n. 1494).
- 12 de fevereiro - Guilford Dudley, consorte de Lady Jane Grey (executada) (n. 1536).
- 12 de fevereiro - Jane Grey, rainha de Inglaterra por 9 dias, foi deposta e decapitada por traição (n. c1536).
- 21 de fevereiro - Hieronymus Bock, botânico, pregador luterano e médico alemão (n. 1498).
- 21 de fevereiro - Sibila de Cleves, Eleitora da Saxônia (n. 1512)
- 13 de abril - Sigismund Gelenius, Zikmund Hrubý z Jelení, filólogo tcheco e tradutor de inúmeras obras clássicas (n. 1497).
- 23 de abril - Gaspara Stampa, poetisa italiana (n. 1523).
- 4 de maio - Johann Eck, teólogo evangélico alemão (n. 1494).
- 21 de maio - Juan de Saavedra, conquistador espanhol e fundador de Valparaíso, no Chile (n. ?).
- 6 de junho - Hieronymus Schurff, jurista alemão (n. 1481).
- 28 de junho - Leone Strozzi, condottiero italiano (n. 1515).
- 30 de junho - Padre Leonardo Nunes, jesuíta português, morreu em naufrágio (n. ?).
- 2 de julho - Pedro Cieza de León, historiador e explorador espanhol (n. c1520).
- 25 de agosto - Thomas Howard, 3o Duque de Norfolk, tio de Anne Boleyn e de Catherine Howard, 5a esposa de Henrique VIII (n. 1473).
- 21 de setembro - Alessandro Campeggio, Bispo de Bolonha desde 1526 (n. 1504).
- 22 de setembro - Francisco Vásquez de Coronado, conquistador espanhol (n. 1510)
- 22 de dezembro - Moretto da Brescia, Alessandro Bonvicino, pintor italiano (n. 1498). Santa Justina de Pádua, adorada pelo doador, pintura de Moretto da Brescia Museu de Arte de Vienna.

Datas desconhecidas

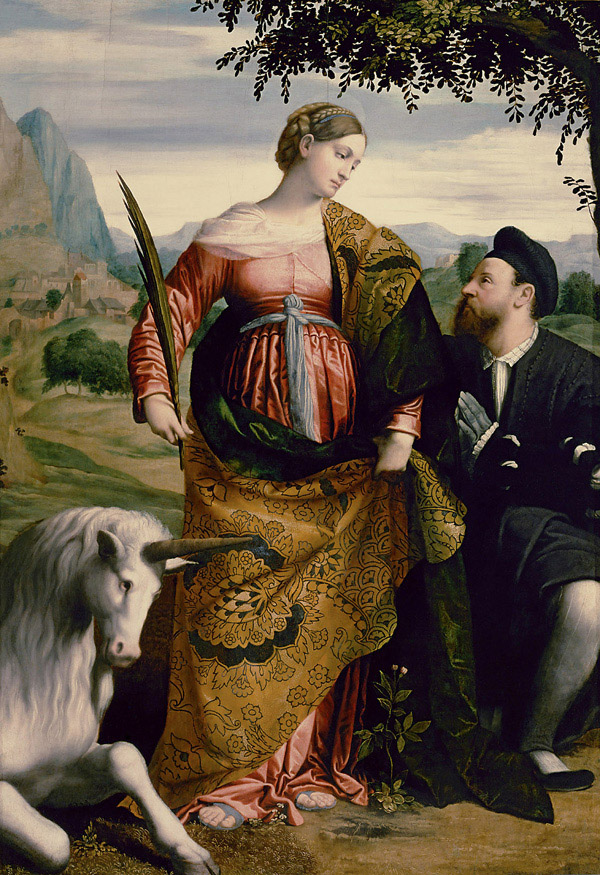
Santa Justina de Pádua, adorada pelo doador, pintura de Moretto da Brescia Museu de Arte de Vienna.

- Diego de San Francisco Tehuetzquititzin, governador de Tenochtitlan.
- Jean Bastier de La Péruse, poeta e dramaturgo francês (n. 1529).
- John Taylor, Bispo de Lincoln (n. 1503).
- Juan Maldonado, teólogo e humanista espanhol (n. 1485).
- Pedro de Heredia, militar e explorador espanhol, fundador de Cartagena de Indias, na Colômbia (n. c1520).
- Piri Reis, pirata e cartógrafo turco (n. c1465).
- Sebastiano Serlio, arquiteto italiano (n. 1475).

## Por tema
- 1554 no Brasil